# 熊谷雅人
熊谷 雅人（くまがい まさと）は日本のライトノベル作家。愛知県出身。島根大学法文学部卒業。2005年に『ネクラ少女は黒魔法で恋をする』で、第1回MF文庫Jライトノベル新人賞佳作を受賞。
本人曰く、「永遠の21歳」。趣味はマジック。

## 作品リスト

### 小説
- ネクラ少女は黒魔法で恋をする　全5巻（2006年1月-2007年8月、イラスト：えれっと、MF文庫J）
- 荒瀬はるか、容赦なし!　全3巻（2009年7月-2010年4月、イラスト：魚、MF文庫J）
- ロールプレイングワールド（2011年5月、イラスト：黒銀、スマッシュ文庫）
- 可愛い女子が勉強を教えてくれると思った俺がバカでした（2013年1月19日、イラスト：うらび、一迅社文庫）
- 自分で登記をする会 司法書士や土地家屋調査士に依頼せずに二十歳の女子大生が自分で登記をして40万円を節約したら （2011年7月4日、監修：河戸一雄、イラスト：松田硯、登記研究会）
- ソーシャルゲーム(開発)部へようこそ!（2019年11月1日、イラスト：rioka、講談社ラノベ文庫)

### コミック
- マンガでわかる社会学（2012年11月、シナリオ担当、著者：栗田宣義、作画：嶋津蓮）